# Altdeutscher Fuchs
Als Altdeutscher Fuchs oder auch nur Fuchs werden Altdeutsche Hütehunde bezeichnet, die ein rotes oder rot-braunes Fell haben. Eine Varietät bzw. regionaler Schlag ist der Harzer Fuchs, eine andere der Mitteldeutsche Fuchs, der auch Ostdeutscher Fuchs genannt wird. Ein Süddeutscher Schlag oder Farbschlag wird nicht klassifiziert.
Der Mittel- oder Ostdeutsche Fuchs ist einer von drei Farbschlägen der Ost- beziehungsweise Mitteldeutschen Hütehunde. Bei den Mitteldeutschen Hütehunden dürfen die Füchse auch mit den anderen beiden Farbschlägen, den Schwarzen und Gelbbacken, verpaart werden und können gemeinsam in einem Wurf vorkommen. Der Mitteldeutsche Fuchs ist ein wohl proportionierter, muskulöser Hund mit quadratischem Körperbau aber feingliederiger als Süddeutsche Altdeutsche. Der Schädel ist nicht zu breit mit gut entwickeltem Stop. Die Ohren sind mittelgroß, ein Dreieck bildend und in der Regel stehend; Kippohren können vorkommen. Er ist ein ausdauernder Arbeiter, vermöge seines Scherengebisses dabei rippen- oder keulengriffig. 
Die Fellfarbe kann von falbfarben bis dunkelrot variieren; dunkle Sattelung oder Stromung ist möglich. Die Maske kann schwarz oder hell sein; helle Abzeichen sind möglich und erlaubt.